# Sterley
Sterley ist eine Gemeinde im Kreis Herzogtum Lauenburg in Schleswig-Holstein. Gut Kogel, Kogeler Mühle, Kogel Siedlung, Neue Welt, Neu-Sterley, Söhren und Sterley-Heide liegen im Gemeindegebiet.

## Geschichte
Ursprünglich hieß das Dorf „Stralige“, abgeleitet von dem slawischen Wort „streliga“, was „Schießstelle“ bedeutet und auf einen Pfeilschmied hinweist. Das Kirchspiel Sterley wurde 1194 zum ersten Mal urkundlich erwähnt. Es bestand aus 40 Hufen und wohl einem selbständigen Gut der ritterlichen Lokatorenfamilie von Sterlei, die zuerst urkundlich um 1230 erwähnt ist, jedoch noch im 13. Jahrhundert nach Kiel abwanderte (der Ritter Johann von Sterlei wird dort 1263 und 1290 genannt). Ihr Grundbesitz fiel an die Wackerbarth in Kogel, die dort als Lokatoren schon seit etwa 1160 saßen. Drei mittelalterliche Turmhügelburgen sind archäologisch lokalisierbar: Der Bergfried des David Wackerbarth (unter dem Sportplatz bei der Schule), den bereits 1343 – kurz nach seiner Errichtung – der Stadtvogt von Lübeck niederbrennen ließ. (Im nachfolgenden Prozess wurde der Erbauer von der Beschuldigung des Raubrittertums freigesprochen und erhielt Schadensersatz, jedoch hat er den zerstörten Bergfried nicht wieder aufgebaut.) Sodann bestand an der Straße „Am Burggraben“ auf der „Alten Koppel“ eine rechteckige Burg mit Wassergraben, wohl erst aus dem 16. Jahrhundert. Ferner sind noch die Reste eines Walles im ehemaligen Winkelmoor an der Seedorf-Sterleyer Scheide erkennbar.

Gutshaus Kogel, 17. Jahrhundert (Aufnahme um 1900)

Lange Zeit war Sterley ein reines Bauerndorf, in dem sich aber mit der industriellen Entwicklung immer mehr gewerbliche Betriebe ansiedelten. Die Anzahl der landwirtschaftlichen Betriebe nahm ab.
Seit 1889 bzw. 1948 war die Gemeinde Sitz des Amtes Sterley, das 1971 mit dem Amt Gudow zum Amt Gudow-Sterley zusammengefasst wurde. Zum 1. Januar 2007 wurde das Amt Gudow-Sterley aufgelöst. Sterley wird seither von der Amtsverwaltung Lauenburgische Seen mitverwaltet.

## Politik

### Gemeindevertretung
Bei der Kommunalwahl 2023 errang die Aktive Freie Wählergemeinschaft Sterley erstmals alle elf Sitze in der Gemeindevertretung. Die Wahlbeteiligung betrug 50,2 Prozent.

### Wappen
Blasonierung: „Unter breitem goldenen Zinnenschildhaupt, darin ein liegender blauer Schlüssel mit Bart nach links unten, in Grün ein silbernes schräglinkes Schwert, begleitet links und rechts von je einem silbernen schräggestellten Lindenblatt, das linke gestürzt.“

## Sehenswürdigkeiten

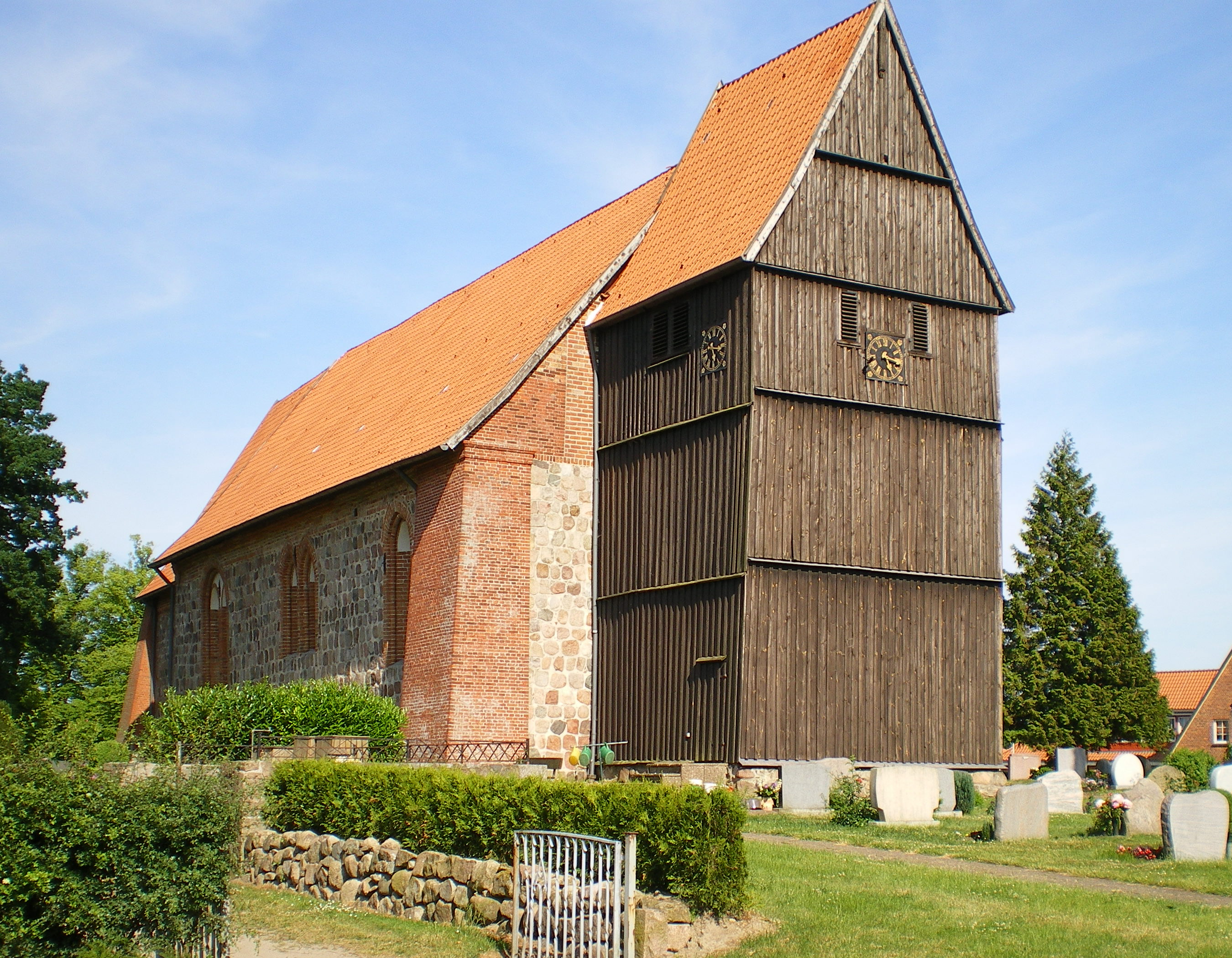
St.-Johannis-Kirche

In der Liste der Kulturdenkmale in Sterley stehen die in der Denkmalliste des Landes Schleswig-Holstein eingetragenen Kulturdenkmale.
- Die St.-Johannis-Kirche ist eine Feldsteinkirche aus dem 13. Jahrhundert mit Holzturm und alten Malereien im Innern. Sie stand einst wechselnd unter gutsherrlichem und herzoglichem Patronat und war Erbbegräbnis der Wackerbarth auf Kogel. In ihr befindet sich ein wappengeschmückter Grabstein des Hartwich Wackerbard (1542–1602) und seiner Gemahlin Margarethe Daldorff (1540–1616). Auf dem Kirchhof steht eine Hunderte Jahre alte Eiche. Zur Ausstattung der Kirche gehört auch ein 1894 von Mathilde Block gemaltes Triptychon.
- Das Rittergut Kogel, erstmals 1194 erwähnt, blieb von der Zeit der Kolonisation bis 1850 im Besitz der Familie von Wackerbarth, wurde nach dem Tode des Raugrafen August von der dänischen Krone als „erledigtes Lehen“ eingezogen und an die Familie von Bülow veräußert. Seit 1918 gehört es der Familie Loos bzw. Meyer-Loos.
- Die Kogler Mühle wurde 1898 errichtet und hat Vertikanten-Flügel von 1925, die 2002 erneuert wurden.

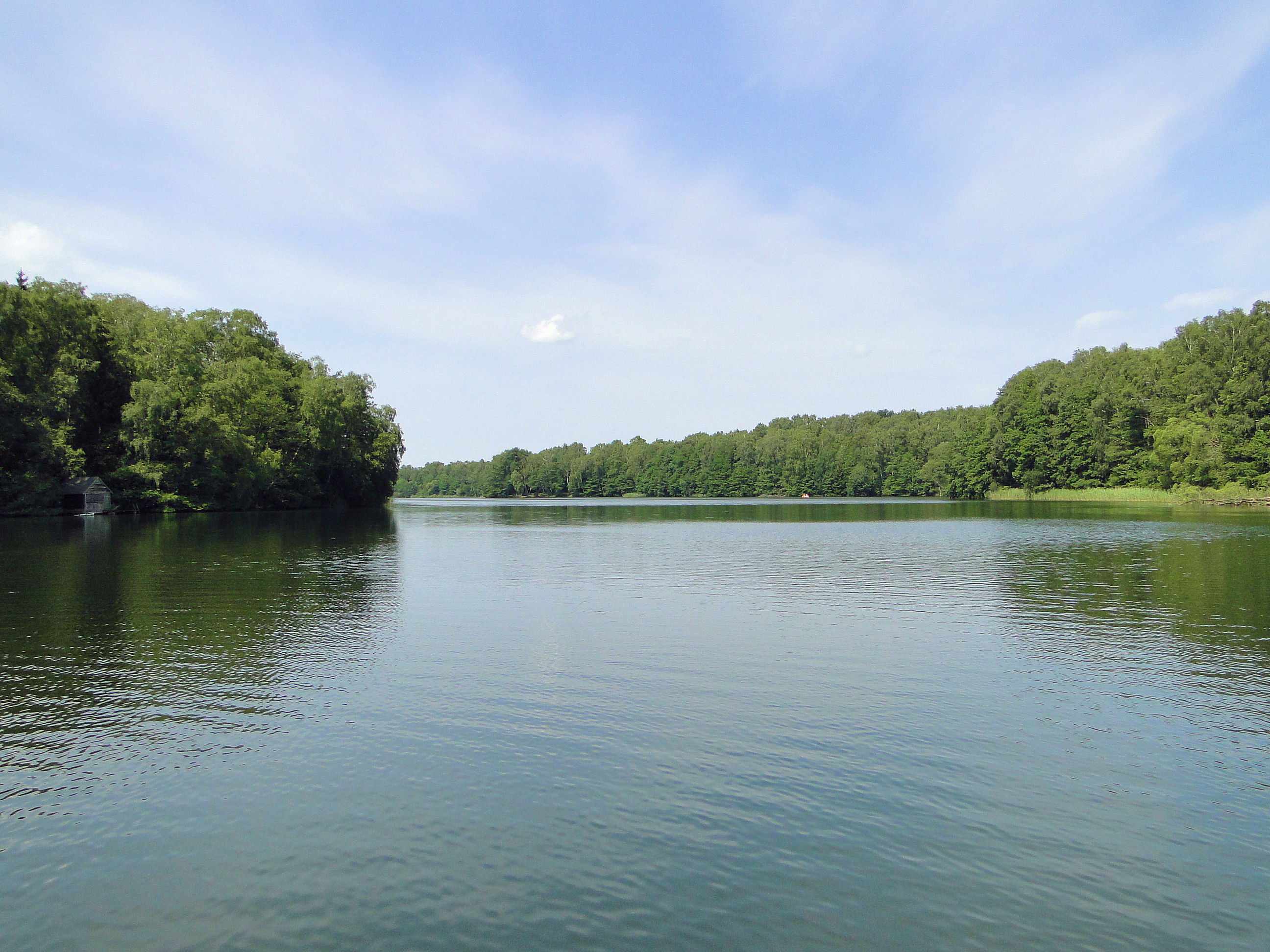
Pipersee
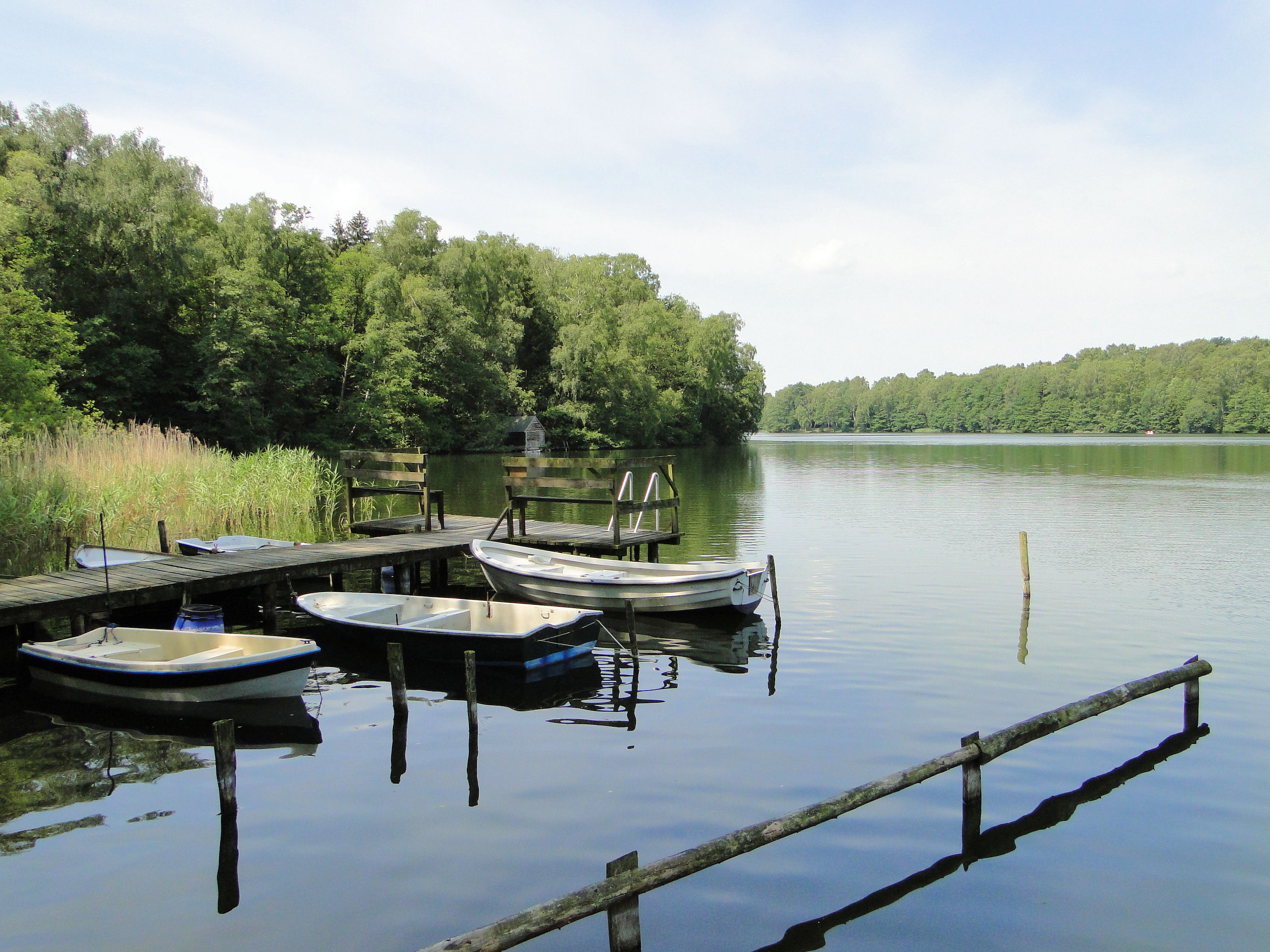
Pipersee
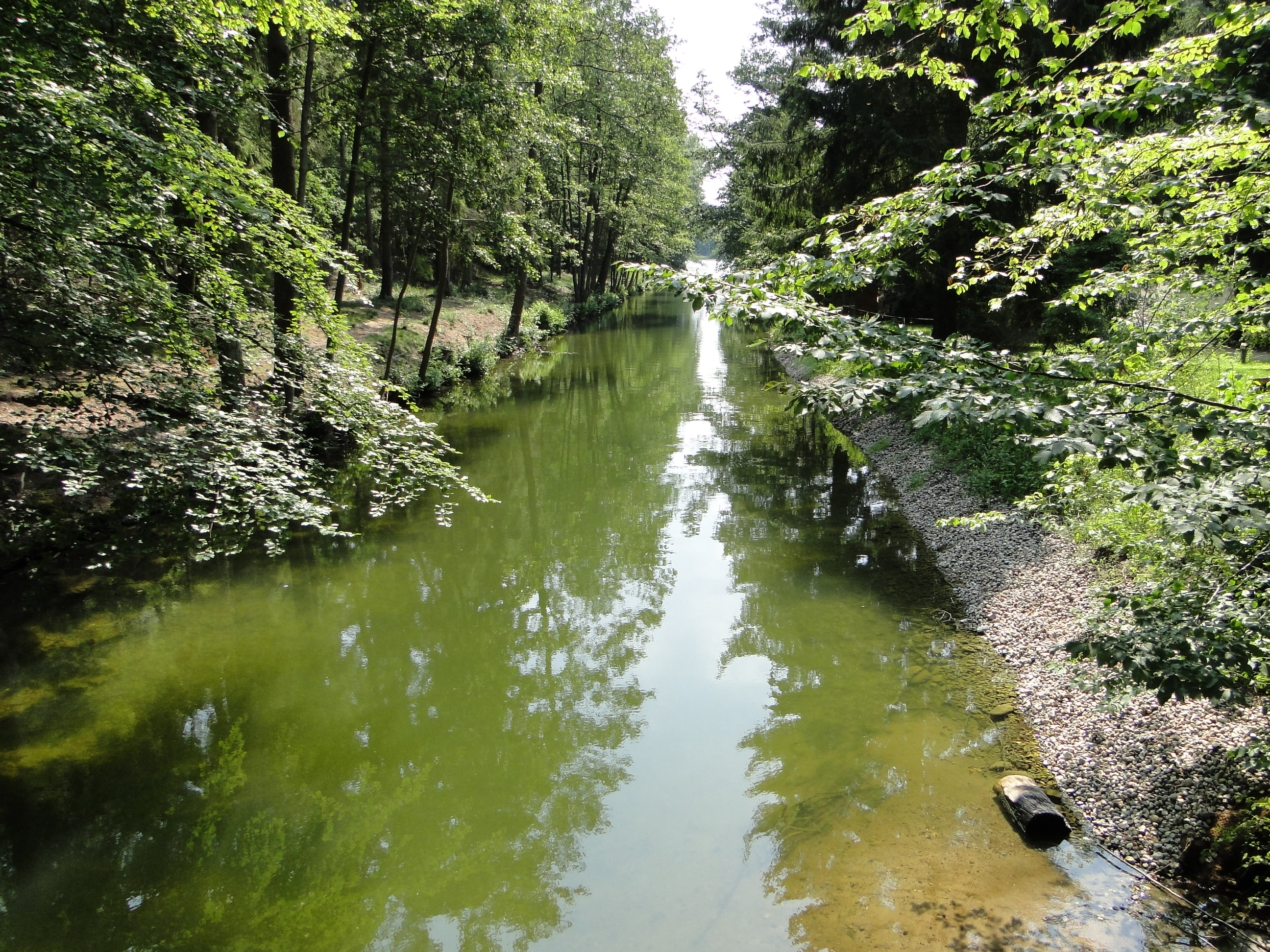
Schaalseekanal
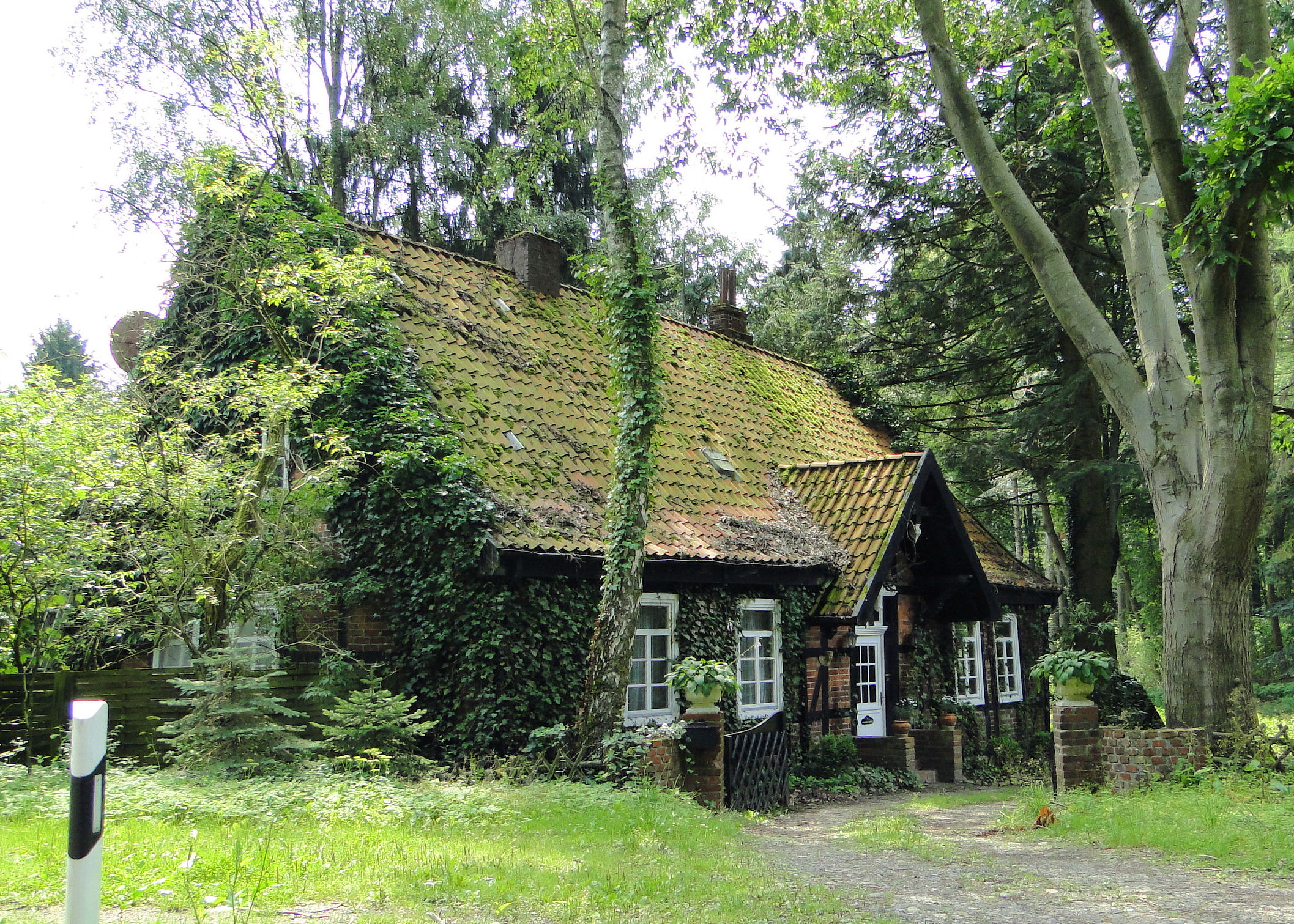
Weißer Hirsch
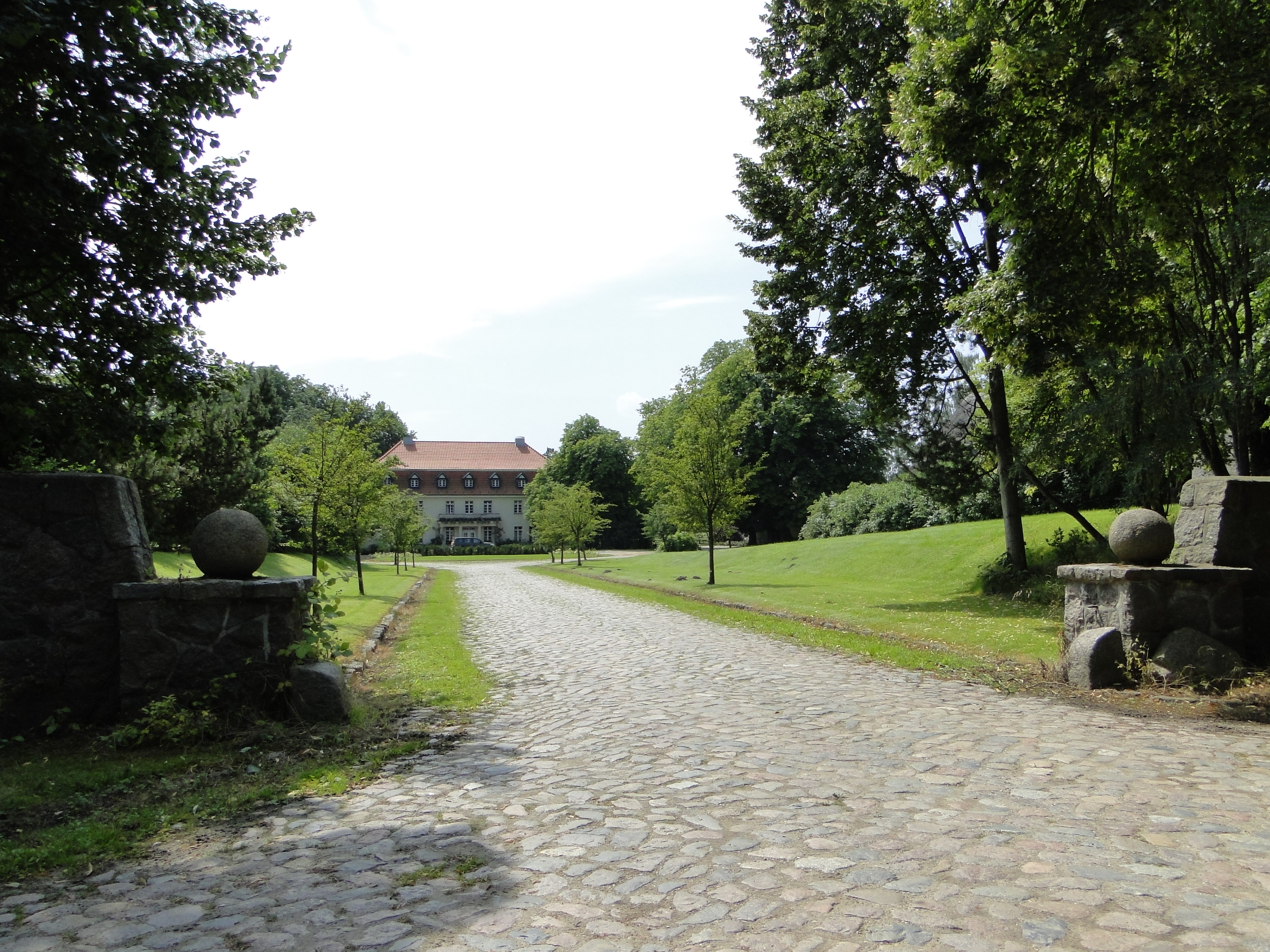
Gutshaus Kogel
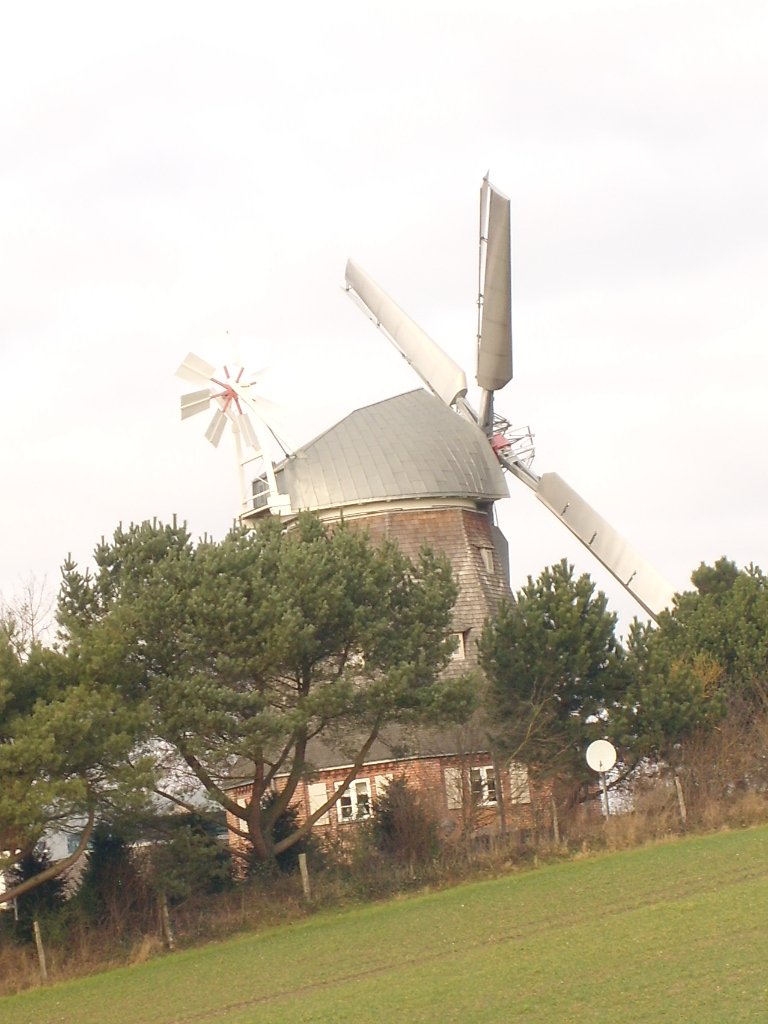
Kogeler Mühle
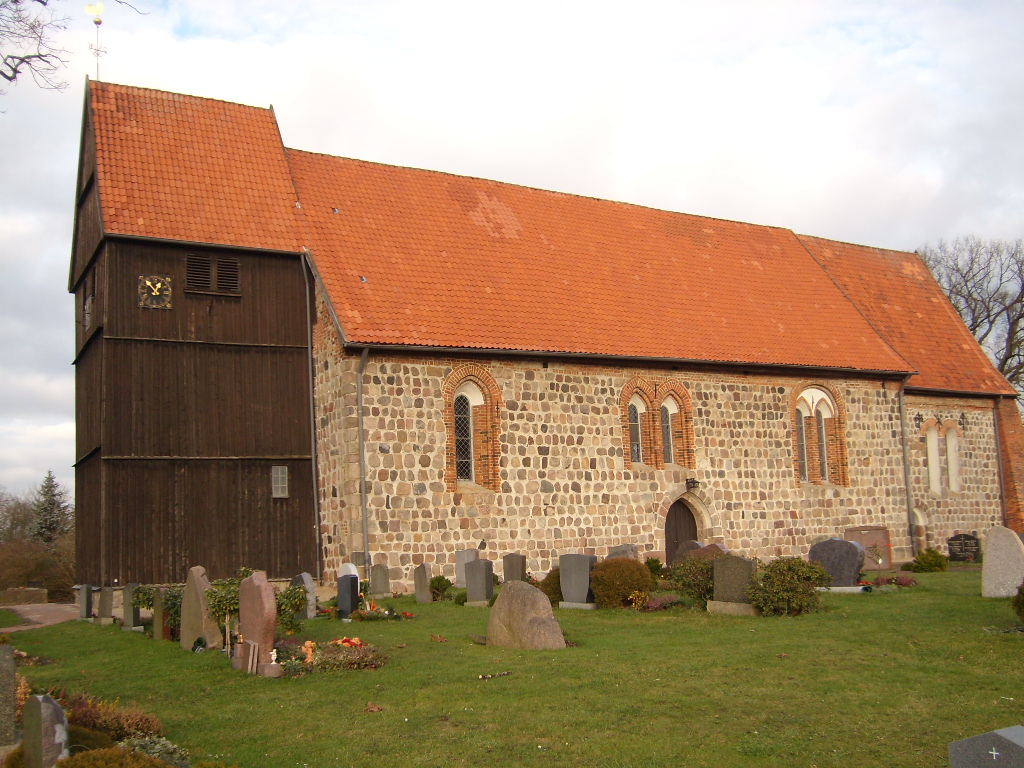
St. Johannis
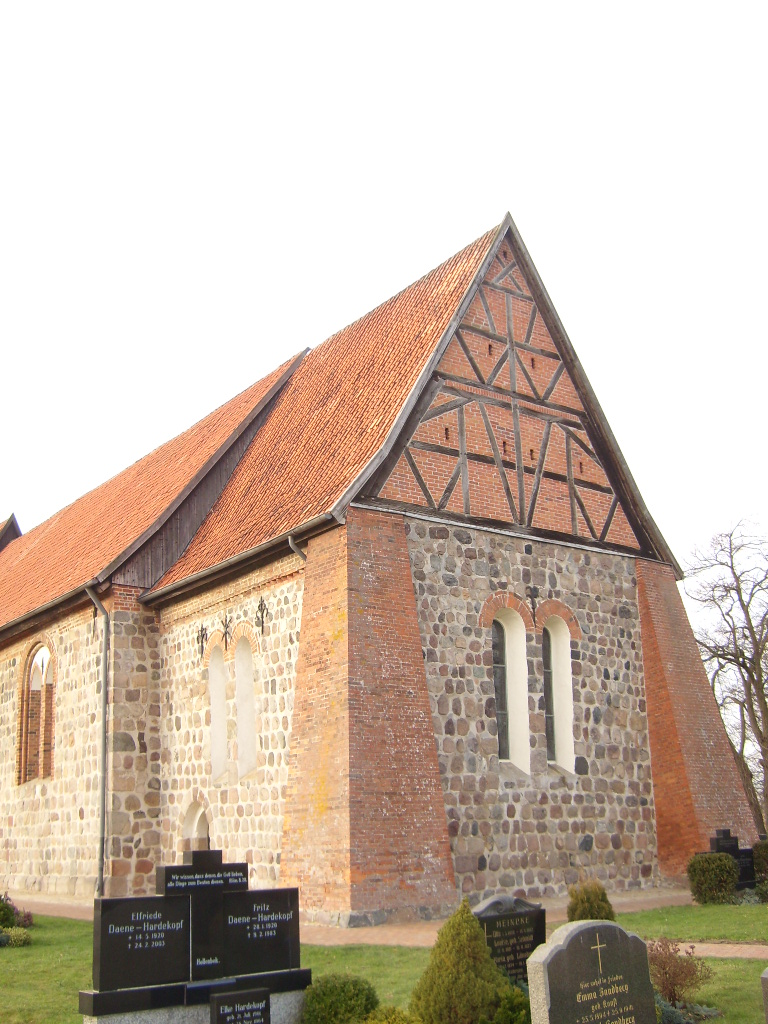
Chor von St. Johannis

## Verkehr
Der Haltepunkt Sterley lag an der als Kaiserbahn bezeichneten Bahnstrecke Hagenow Land–Bad Oldesloe.

## Persönlichkeiten
- Otto von Wackerbarth (Dompropst) (* 1540 in Kogel; † 1599 in Schwerin), sachsen-lauenburgischer Landrat, Dompropst in Schwerin
- August Christoph von Wackerbarth (1662–1734), Generalfeldmarschall und Bauminister Augusts des Starken von Sachsen und Polen, wurde 1662 in Kogel geboren.
- Ernst Ludwig Plaß (1855–1917), Landschafts- und Marinemaler, geboren in Sterley